# Ribalonga (Alijó)
Ribalonga – parafia (freguesia) w gminie Alijó, w Portugalii. Według danych na rok 2011 parafię zamieszkiwało 231 osób, a gęstość zaludnienia wyniosła 25,2 os./km².

## Klimat
Średnia temperatura wynosi 15 °C. Najcieplejszym miesiącem jest sierpień (27 °C), a najzimniejszym styczeń (4 °C). Średnia suma opadów wynosi 1029 milimetrów rocznie. Najbardziej wilgotnym miesiącem jest styczeń (175 milimetrów opadów), a najbardziej suchym jest sierpień (8 milimetrów opadów).